# Treasure EP.3: One to All
Treasure EP.3: One to All – trzeci minialbum południowokoreańskiej grupy Ateez, wydany 10 czerwca 2019 roku przez wytwórnię KQ Entertainment. Płytę promowały single „Illusion” i „Wave”. Sprzedał się w nakładzie 178 416 egzemplarzy w Korei Południowej (stan na lipiec 2020 r.).

## Lista utworów
| CD | CD                             | CD                                                   | CD                                      | CD                                | CD      |
| Nr | Tytuł utworu                   | Tekst                                                | Kompozycja                              | Aranżacja                         | Długość |
| -- | ------------------------------ | ---------------------------------------------------- | --------------------------------------- | --------------------------------- | ------- |
| 1. | „Utopia”                       | Eden, Leez, Buddy, Hongjoong, Song Min-gi            | Eden, Leez, Buddy                       | Eden, Leez, Buddy                 | 3:59    |
| 2. | „Illusion”                     | Eden, Leez, Buddy, Hongjoong, Song Min-gi            | Eden, Leez, Buddy                       | Eden, Leez, Buddy                 | 3:30    |
| 3. | „Crescent”                     |                                                      | Eden, Buddy, Leez, Ollounder            | Eden, Leez, Ollounder, Buddy      | 0:46    |
| 4. | „Wave”                         | Eden, Leez, Buddy, Hongjoong, Song Min-gi            | Eden, Leez, Buddy                       | Eden, Leez, Buddy                 | 3:23    |
| 5. | „Aurora”                       | Eden, Hongjoong, Ollounder, Leez, Buddy, Song Min-gi | Eden, Hongjoong, Ollounder, Leez, Buddy | Eden, Hongjoong, Ollounder, Buddy | 3:24    |
| 6. | „Dancing Like Butterfly Wings” | Eden, Ollounder, Leez, Hongjoong, Song Min-gi        | Eden, Ollounder, Leez                   | Eden, Ollounder, Leez             | 3:02    |

## Notowania
| Lista                                 | Pozycja |
| ------------------------------------- | ------- |
| ARIA Digital Albums Chart (Australia) | 35      |
| Gaon Weekly Album Chart               | 2       |
| Heatseekers Albums (Billboard)        | 9       |
| World Albums (Billboard)              | 8       |
| Album Top 40 slágerlista (Mahasz)     | 14      |
| Oricon Weekly Album Chart             | 25      |
| Polska (ZPAV)                         | 49      |

## Nagrody w programach muzycznych
| Program            | Data            | Źródło |
| ------------------ | --------------- | ------ |
| M Countdown (Mnet) | 22 czerwca 2019 | [ 11 ] |
| The Show (SBS MTV) | 25 czerwca 2019 | [ 12 ] |